# Benton (Wisconsin)
Pour les articles homonymes, voir Benton.
Benton est un village du comté de Lafayette, dans l'État du Wisconsin, aux États-Unis. En 2020, il comptait une population de 946 habitants.